# 林可勝
林可勝（Robert Kho-Seng Lim，1897年10月15日—1969年8月7日），生於新加坡，祖籍福建省漳州府海澄縣（今属厦门市海沧区鳌冠村），曾任中華民國衛生部部長、國防醫學院中將院長，被譽為中國生理學之父。他是最早為世界科學界推崇的中國科學家之一。为中国培养了一批医学与生命科学方面的人才。

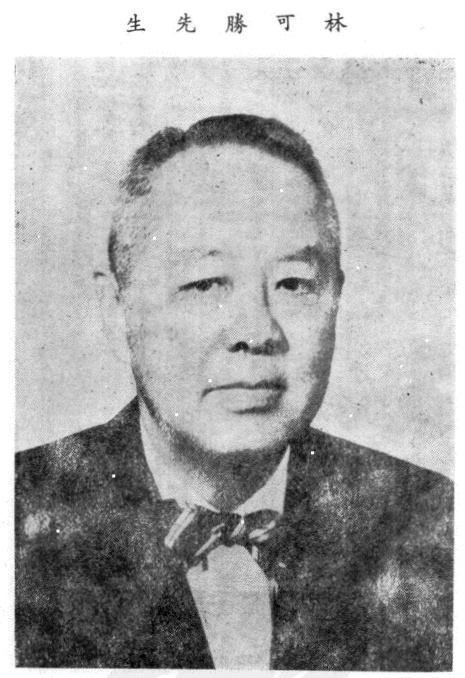

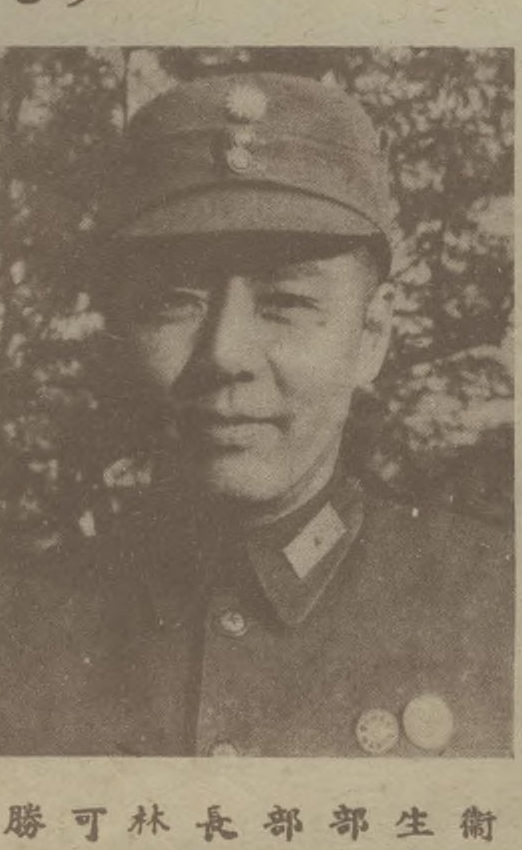

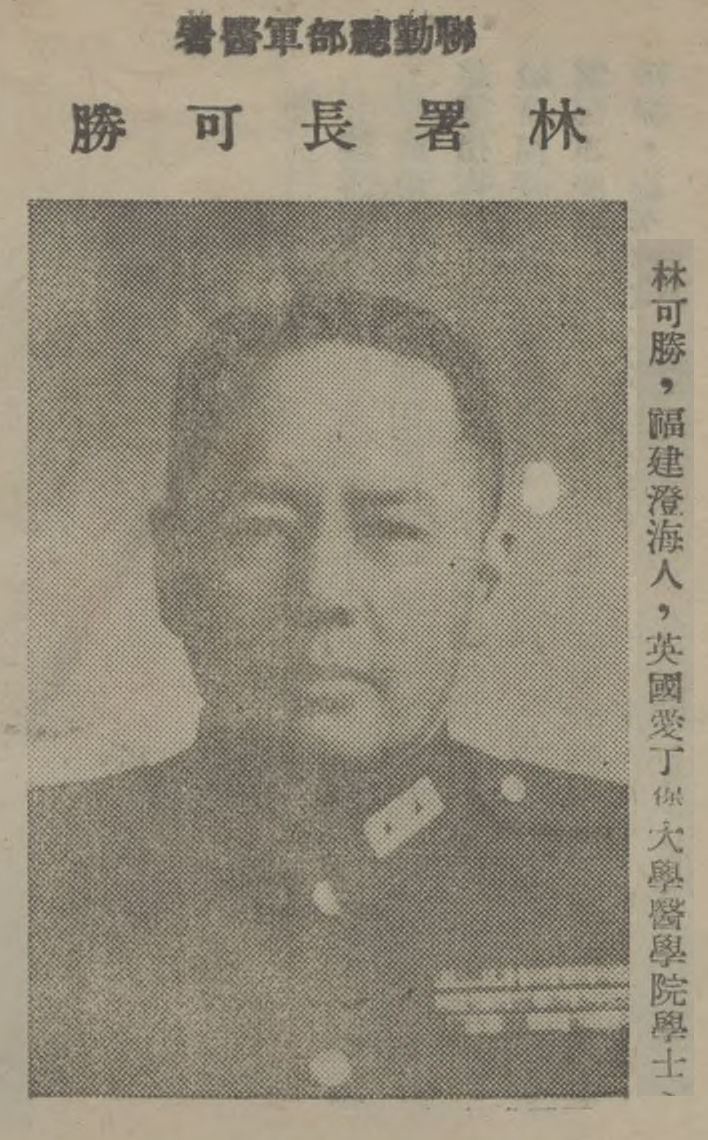

## 生平

### 早年經歷
林可勝於1897年10月15日生於新加坡，為家中長子。父親為日後擔任厦門大學校長的林文慶，為當時著名之政治家、教育家。林氏在8歲時（1905年）就被父親送往英國的蘇格蘭，開始接受英式教育，後來也跟隨父親的腳步，負笈愛丁堡大學就讀。1914-15年歐戰期間，林氏自願從軍，加入英國印度軍團，到法國協助訓練新兵。1916年，林氏返回愛丁堡繼續學習醫學，並於1919年畢業，獲得醫學及化學雙學位，甫畢業便被破格獲聘為愛丁堡大學化學生理系組織學講師。
林可勝取得醫學士學位後，繼續於愛丁堡大學攻讀博士，師從生理學教授愛德華·阿爾伯特·沙佩沙爾（Sir Edward Albert Sharpey-Schafer）。林氏因工於素描，能精確繪製顯微鏡下的觀察結果。在其發表的論文中所繪製的組織作圖，幾乎已經等同當時光學顯微鏡的極限能力。1920年，林氏與一位蘇格蘭著名船舶設計師的女兒陶倫斯（Margaret Torrance）結婚，育有一子詹姆斯（James）一女（Effie）。

### 研究生涯
當時，到了1920年代，高度仰仗組織學研究的消化生理學已經發展到了瓶頸。另一方面，俄國學者巴甫洛夫自1887年開始以條件反射學說開闢新的研究路徑。然而1905年約翰·S·埃德金斯（John S. Edkins）對胃泌素的錯誤推論，導致了1920年代消化生理學發展上的瓶頸。林氏於1922年的論文開始對埃德金斯的提出質疑，並於同年秋天申請紐約中華醫學基金會（The China Medical Board of New York）的獎學金，希望能赴美研究此問題。執行秘書顧臨同意全額支付獎助，但條件為林氏在完成研究，後需前往北平協和醫學院任教。林可勝赴美後，加入安德魯·康維·伊比的實驗室擔任訪問學人，並於1925年發表的論文中，正式宣告埃德金斯理論的錯誤。1924年，林氏赴中國任北平協和醫學院任訪問教授，隔年3月實任生理學系副教授和系主任。
1926年，林氏與同事吴宪等人創立中国生理学会，自己擔任首任會長。隔年創辦《中国生理学杂志》，同時以中、英雙語刊登論文，並担任主编，林氏此後的研究成果大多發表於此雜誌上。雖然林氏在該期刊上發表的部分論文具有世界一流水準，但由於中國學術期刊的先天限制，導致其這段時間的引用率達到生涯低潮，也致使其在西方學界的引用率偏低。

### 抗日戰爭時期
- 1933年，長城戰役爆發，林可勝組織了華北紅十字救護總隊，投身領導戰地救護。具紀載，林可勝常親冒砲火，指揮救護及傷患輸送的工作[2]。
- 1942年 當選為美國科學院外籍院士。
- 1946年 在前妻亡故多年之後，七月與首任中国国民党主席张静江的小女兒張蒨英結婚。[4]
- 1947年 抗戰結束後，將各軍事醫學院校及戰時衛生人員訓練所改組為國防醫學院，擔任院長。同時籌建中央研究院醫學研究所。
- 1948年，當選為中央研究院第一屆院士。兼任中華民國衛生部部長。
- 1949年 赴美，先至伊利諾大學芝加哥分校擔任教授。
- 1950年 擔任克雷頓大學（Creighton University）生理及藥學系教授。
- 1952年 進入印第安納州邁爾斯（Miles Laboratories of Elkhart）藥廠[5]
- 1956年 為美國科學院院士。
- 1967年 診斷罹患食道癌。
- 1969年7月8日於印第安納州埃爾克哈特過世。[6]